# 金坛区
金坛区隶属于江苏省常州市，地处江苏省南部，东与常州市武进区相连；西界茅山，与句容市接壤；南濒洮湖，与溧阳市、宜兴市依水相望；北与丹阳市、镇江市丹徒区毗邻，是南京都市圈，上海大都市圈，苏锡常都市圈成员之一。區人民政府駐西城街道清风路1号。
金坛市于2015年4月撤市设区，全区幅员面积975.46平方公里，其中陆地面积781.27平方公里，水域面积194.22平方公里。截至2022年6月，金坛区下辖6个镇、3个街道和1个省级经开区。 方言主要为金坛话（西部为江淮官话），2018年实现地区生产总值801.93亿元。
金坛区入选2017年中国工业百强区；2018年度全国投资潜力百强区、全国科技创新百强区。2018年11月，入选2018年工业百强区。2019年入选年度全国投资潜力百强区。2019年10月，被评为2019年度全国科技创新百强区，被评为全国综合实力百强区，位列第80位。2019年获批中华人民共和国农业农村部全国农民合作社质量提升整县推进试点单位。

## 名称
金坛前身为金山县，于隋大业末年（617）建置。唐垂拱四年（688），因东阳郡已有金山县，又因茅山华阳洞内有“金坛百丈”，遂更名为金坛县，由此沿用至今。

## 历史沿革
金坛早在新石器时代即有先民栖息、生存。
春秋时期，金坛属吴地。
战国时期为越、楚所割，秦汉归曲阿县，晋系延陵县金山乡。
隋末农民起义中乡人自立金山县。
唐武后垂拱四年（688年）因重名，遂取“勾曲之山、金坛之陵”，更名为金坛县。县名一直未变，但境域和隶属关系多有变动。
1949年4月24日，金坛解放，属苏南行政公署武进行政分区，11月改属常州专区。
1953年1月，撤常州专区，属镇江专区。1958年8月撤镇江专区，属常州专区。1959年9月，撤常州专区，属镇江专区。
1983年3月，实行市管县体制，金坛县属常州市。
1993年11月10日，经国务院批准，撤销金坛县，设立金坛市（县级），以原县行政区域为市行政区域。金坛市由江苏省直辖，实行计划单列，仍暂由常州市管辖。
2015年5月7日，经国务院批准，撤销县级金坛市，设立常州市金坛区，以原金坛市作为金坛区的行政区域。

## 地理
金坛区位于中国江苏省南部、茅山东麓，是常州市的一个市辖区。为宁（南京）、沪（上海）、杭（杭州）三角地带之中枢。常州至溧水公路东西横贯，镇江至广德公路南北穿越。东与常州市武进区相连；西界茅山，与句容市接壤；南濒洮湖，与溧阳、宜兴市依水相望；北与丹阳市、镇江丹徒区毗邻。金坛总面积975.46平方公里，其中陆地面积781.27平方公里，水域面积194.22平方公里。

### 地势地形
西部为丘陵山区，属宁镇山脉东缘的茅山山脉的一部分，面积约223平方千米，最高山峰茅山大茅峰海拨372.5米。东部为地势低平的平原，是太湖平原的一部分，面积约752平方千米。
境内有大小河流216条，总长512千米。东南部的洮湖（又名长荡湖），境内面积0.82万公顷，是江苏省十大淡水湖之一。境内地势平坦，河流密布。

### 气候
属北亚热带季风区，四季分明；雨量充沛，年降水量1063.5mm；日照充足，日照率46%；年平均气温15.3℃，无霜期228天；年平均湿度78%。

## 自然资源

### 生物资源
有药用植物782种，珍贵动物有金丝雀、银鱼、穿山甲、刺猬、野山羊等。

### 矿产资源
矿产资源主要有岩盐、石灰岩、油页岩、玄武岩、 粘土、煤、泥炭、矿泉水、建筑石料等10余种，部分已开采利用。被誉为“苏南第一矿”的金坛岩盐矿位于境内西北部直溪、茅麓、薛埠3个镇范围内的丘陵地区，盐矿总面积为60.5平方公里，矿储量为163亿吨，矿体品位高，平均氯化钠含量达85%，埋藏深度在808.6－1236.84米之间，比较适中，盐层累计厚度为143.66－237.32米，最大单层厚度为52.91米。

## 政治

### 现任领导
| 机构     | · 中国共产党 · 金坛区委员会 · 书记 | 金坛区人民代表大会 常务委员会 主任 | 金坛区人民政府 区长 | · 中国人民政治协商会议 · 金坛区委员会 · 主席 |
| -------- | ---------------------------------- | ---------------------------------- | ------------------- | -------------------------------------------- |
| 姓名     | 陆秋明                             | 王跃中                             | 胥亚伟              | 刘国新                                       |
| 民族     | 汉族                               | 汉族                               | 汉族                |                                              |
| 籍贯     |                                    |                                    |                     |                                              |
| 出生日期 | 1969年8月                          |                                    | 1974年7月           |                                              |
| 就任日期 |                                    |                                    | 2023年1月5日        |                                              |

### 行政区划

#### 现行区划
金坛区下辖3个街道办事处、6个镇：
西城街道、尧塘街道、东城街道、金城镇、儒林镇、直溪镇、朱林镇、薛埠镇和指前镇。

金壇區人民政府

2015年1月28日，江苏省政府批复同意金坛区调整部分行政区划：撤销尧塘镇，设立尧塘街道，街道办事处驻尧塘集镇尧汤路8号；以金城镇的华苑、峨嵋、东方、华胜、华兴、华城6个社区和柘荡、河头、中塘、五联、明星5个村区域设立东城街道，街道办事处驻华胜社区汇贤南路3号；以金城镇的西门、文化、小南门、春风、丹阳门、花街、河滨、北园、东园、北门、虹桥、翠园、愚池、西城、朱庄、南洲16个社区和城南、涑渎、方边、小丘、黄庄5个村区域，以及原尧塘镇的岸头村区域设立西城街道，街道办事处驻虹桥社区县府路65号；将金城镇的王母观、新河、岳阳3个村划归指前镇管辖；调整后，金城镇辖11个村；指前镇辖12个村。

#### 历史区划
1996年，金坛区辖18个镇、10个乡：金城镇、河头镇、建昌镇、朱林镇、薛埠镇、社头镇、指前镇、儒林镇、水北镇、尧塘镇、直溪镇、西阳镇、西岗镇、五叶镇、白塔镇、汤庄镇、登冠镇、茅麓镇、城东乡、城西乡、涑渎乡、后阳乡、花山乡、罗村乡、唐王乡、洮西乡、岸头乡、白龙荡乡。
1998年，撤销白龙荡乡，并入金城镇，1999年，撤销城东乡、城西乡、后阳乡，并入金城镇，政府驻地金城镇。撤销罗村乡、花山乡，并入薛埠镇，政府驻地薛埠镇。撤销西阳镇，并入茅麓镇，政府驻地茅麓镇。撤销岸头乡，并入水北镇，政府驻地水北镇。撤销汤庄镇，并入尧塘镇，政府驻地尧塘镇。撤销涑渎乡、洮西乡，设立洮西镇，政府驻地洮西镇。撤销唐王乡，并入西岗镇，政府驻地西岗镇。撤销登冠镇，并入直溪镇，政府驻地直溪镇。撤销五叶镇，并入儒林镇，政府驻地儒林镇。保留朱林镇、河头镇、指前镇、社头镇、建昌镇、白塔镇，其行政区域和政府驻地不变。调整后，金坛区辖15个镇。
2007年3月，金坛区将15个镇调整为7个镇：撤销金城镇、白塔镇、河头镇、洮西镇，合并设立新的金城镇；撤销薛埠镇、茅麓镇，合并设立新的薛埠镇；撤销尧塘镇、水北镇，合并设立新的尧塘镇；撤销直溪镇、建昌镇，合并设立新的直溪镇；撤销朱林镇、西岗镇，合并设立新的朱林镇；撤销指前镇、社头镇，合并设立新的指前镇；儒林镇行政区划不变。

## 人口
2020年人口普查时，金坛常住人口为58.51万人。根据2021年金坛区国民经济和社会发展统计公报数据显示，截至2021年末，金坛区常住人口为59.29万人，占常州市的11.1%。  

## 经济

### 经济总量
|                                      | 2003年 | 2004年 | 2005年 | 2006年 | 2007年 | 2008年 | 2009年 | 2010年 | 2011年 | 2012年 | 2013年 | 2014年 | 2015年 | 2016年 | 2017年 | 2018年 | 2019年 | 2020年 |
| ------------------------------------ | ------ | ------ | ------ | ------ | ------ | ------ | ------ | ------ | ------ | ------ | ------ | ------ | ------ | ------ | ------ | ------ | ------ | ------ |
| 地区生产总值（GDP）/亿元人民币       | 101    | 122.1  | 149    | 182    | 223    | 263    | 261.4  | 308.3  | 365.1  | 373.81 | 406.12 | 471.48 | 525.49 | 600.02 | 708.34 | 801.93 | 908.6  | 973.15 |
| 人均地区生产总值（人均GDP）/元人民币 | 18650  | 22594  | 27567  | 33854  | 41023  | 48257  | 47858  | 56000  | 65946  | 67129  | 72755  | 84495  | 94090  | 107242 | 126376 | 142819 | 161514 | 166300 |

1. ↑  一般情况下按常住人口计算

## 交通

### 公路

#### 干线公路
- 沪武高速
- 扬溧高速
- 阜溧高速
- 金杭高速
- 233国道 （其中含原 241省道）
- 239省道
- 240省道
- 265省道
- 340省道

#### 县乡级公路
- 茅山旅游大道-金坛大道-金武快速路

### 高铁
- 沪宁沿江高速铁路，经停金坛站
- 镇宣铁路（暂未建设），经停金坛站

### 地铁
- 常州地铁4号线:东起经开区横林镇，沿中吴大道向西经遥观、雕庄、兰陵、西林、邹区，到镇江市丹阳市皇塘镇后再次进入常州市，经尧塘街道后进入金坛城区，最终止于金坛沿江城际。

### 内河航运
金坛区内可通千吨级船，丹金溧漕河和通济河组成的水运体系与长江和太湖相连通，可长年航行500－3000吨级的货船。

## 文化教育

### 方言
金坛地区的方言主要由本地话和苏北话两部分组成，其中本地话即金坛话，属于吴语太湖片毗陵（常州）小片，苏北话由太平天国战争后的的苏北移民带入金坛，属于江淮官话洪巢片。
金坛区辖金城[含原河头、白塔、洮西（由原洮西、涑渎两乡合并而成）3镇和城东、城西、后阳、白龙荡4乡]、尧塘[含原汤庄、水北（含原岸头乡）两镇]、儒林（含原五叶镇）、直溪（含原登冠、建昌两镇）、朱林[含原西岗镇（含原唐王乡）]、指前（含原社头镇）、薛埠[含原茅麓镇（含原西阳镇）和花山、罗村、赤岗3乡]7镇，面积976.7平方公里，2005年末人口541111。
方言有：
(1)金坛话 属吴语太湖片毗陵（常州）小片，主要分布在东部的金城、河头、白塔、洮西、涑渎、指前、城东、城西、后阳、白龙荡、尧塘、汤庄、水北、岸头、儒林、五叶、登冠、西阳等乡镇大部 和建昌、西岗、社头等镇部分地区。
(2)苏北话 属江淮官话洪巢片，主要分布在西部的直溪、建昌、朱林、西岗、唐王、社头、薛埠、茅麓、花山、罗村等乡镇大部 和金城、洮西、指前、城东、城西、登冠、西阳等乡镇部分地区。
(3)河南话 原罗村乡的赤岗、金山、上阮、山蓬、西阳、许庄、花村等村委会的部分村民讲河南话。
(4)湖北话 原罗村乡的金山等村委会的部分村民讲湖北话。
(5)温州话 原罗村乡的金山、许庄、下沈、赤岗、长山等村委会的部分村民讲温州话。

### 艺术
金坛刻纸植根于当地民间艺术，由剪纸派生而来。金坛民间剪纸源远流长，是老百姓表现自己生活情趣的一种艺术样式。金坛刻纸作品频频入选国内外重大展览并获奖，仅中国美术馆收藏的就有二十余幅。

### 学校
河海大学常州新校区（长荡湖校区），常州市金坛区第四中学，常州市金坛区第一中学（东南大学第二附属中学），江苏省华罗庚中学，常州市金坛区金沙高级中学

## 名胜古迹
- 段玉裁纪念馆

- 戴叔伦纪念馆

- 中共苏皖区第一次代表大会会址

- 华罗庚纪念馆

- 金坛区烈士陵园

- 金坛茅山风景区

- 长荡湖旅游度假区

- 太平天国戴王府

- 南洲湿地公园

- 顾龙山公园

- 三星村遗址

- 愚池公园

- 华罗庚公园